# Kanton Belleville-en-Beaujolais
Belleville-en-Beaujolais ( voorheen Belleville ) is een kanton van het Franse departement Rhône. Het kanton maakt deel uit van het arrondissement Villefranche-sur-Saône. 
Het heeft een oppervlakte van 347.57 km² en telt 35.697 inwoners in 2017, dat is een dichtheid van 103 inwoners/km².
Op 2 april 2015 werd het kanton door het opgeheven kanton Beaujeu en de gemeente Cenves uit het kanton Monsols uitgebreid van 13 gemeenten naar 29 gemeenten. Daarentegen gingen de gemeenten Saint-Étienne-des-Oullières en Saint-Georges-de-Reneins naar het kanton Gleizé.
Op 1 januari 2019 gingen de gemeenten Belleville en Saint-Jean-d'Ardières op in de nieuwgevormde gemeente Belleville-en-Beaujolais en ging Avenas op in de nieuwgevormde gemeente Deux-Grosnes die daarnaast ook in het kanton Thizy-les-Bourgs ligt.
Bij decreet van 5 maart 2020 werd de naam van het kanton aangepast aan de nieuwe naam van de gemeente die zijn hoofdplaats is, en werd Avenas overgeheveld naar het kanton Thizy-les-Bourgs.

## Gemeenten
Het kanton Belleville-en-Beaujolais omvat de volgende gemeenten:
- Beaujeu
- Belleville-en-Beaujolais (hoofdplaats)
- Cenves
- Cercié
- Charentay
- Chénas
- Chiroubles
- Corcelles-en-Beaujolais
- Dracé
- Émeringes
- Fleurie
- Juliénas
- Jullié
- Lancié
- Lantignié
- Les Ardillats
- Marchampt
- Odenas
- Quincié-en-Beaujolais
- Régnié-Durette
- Saint-Didier-sur-Beaujeu
- Saint-Étienne-la-Varenne
- Saint-Lager
- Taponas
- Vauxrenard
- Vernay
- Villié-Morgon